# The Latsos Piano Duo

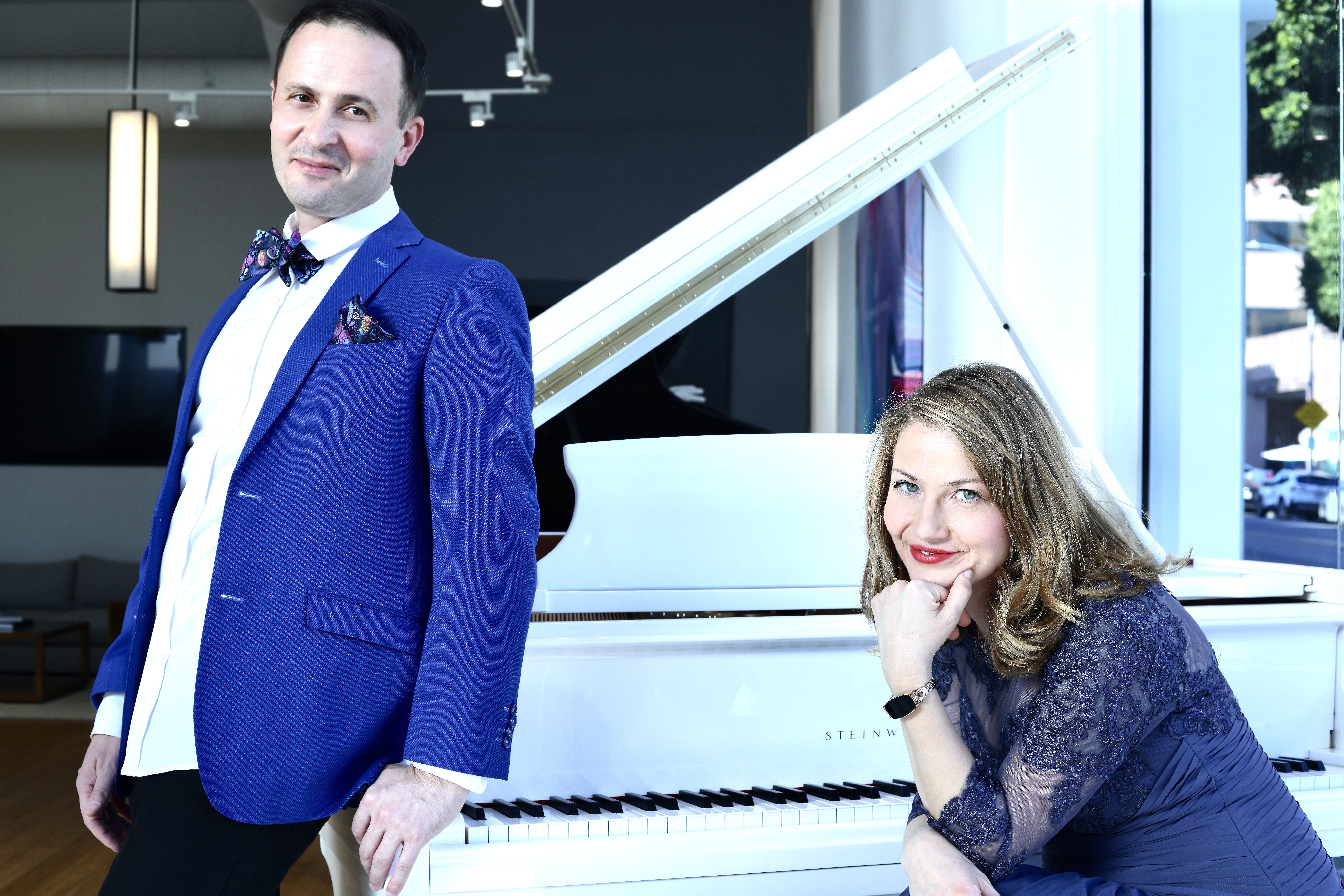
The Latsos am Klavier, 2023

The Latsos Piano Duo ist ein US-amerikanisches Klavierduo.

## Mitglieder
Das Duo besteht aus dem aus Georgien und Russland stammenden Ehepaar Giorgi Latso (georgisch გიორგი ლაცაბიძე * 15. April 1978 in Tiflis), der als Solopianist unter dem Namen Giorgi Latsabidze auftritt, und Anna Fedorova-Latso (russisch Анна Федорова-Лацо * 30. November 1982 in Gorky). Beide treten seit 2013 gemeinsam als The Latsos Piano Duo auf.
Das Latsos-Duo lebte von 2013 bis 2019 in Österreich, wo Giorgi Latsos am Wiener Prayner Konservatorium unterrichtete. Gleichzeitig war er Gastprofessor am Conservatori Superior de Música del Liceu in Barcelona.
Das Paar hat zwei Kinder. Seit 2020 lebt die Familie in Los Angeles.

## Konzertkarriere, Lehrtätigkeit
Seit 2013 tritt das Ehepaar als Klavierduo auf, konzertiert international in Musikzentren und auf Festivals, darunter: das Chopin Music Festival, Aspen Music Festival, Steinway Malaysia Festival, Steinway Thailand Festival, Schubertiade Music Festival, Asia Pacific International Arts Festival, Permaisuri Zarith Sofiah Opera House, Teatro Metropolitano in Kolumbien, PS Cultural Center, Imperial Marmorsaal Concert Hall Vienna, Belgais Center for Arts in Portugal, Ehrbarsaal in Wien, Moskauer Internationales Zentrum für darstellende Kuns, Neil Morgan Auditorium in San Diego. Die Latsos waren Gäste in Radiosendern wie KUSC Radio, Classic FM, Sunday Live, NDR Kultur, Classical Sundays.
Als Musikpädagogen haben sie Meisterkurse und Vorträge an Universitäten in Europa, Russland, Asien sowie in den Vereinigten Staaten gehalten, haben an wissenschaftlichen Konferenzen teilgenommen und waren Juroren bei internationalen, nationalen und regionalen Klavierwettbewerben. Sie sind häufig Moderatoren auf nationalen, staatlichen und lokalen Konferenzen, Universitäten und lokalen Musiklehrgruppen.
Das Duo unterstützt diverse Wohltätigkeitsorganisationen, indem es Benefizkonzerte organisiert und durchführt. 2024 gründeten sie die Amadeus International Foundation zur Förderung junger Pianisten.

## Repertoire
Das Repertoire der Latsos reicht von Johann Sebastian Bach bis zur klassischen Musik des 21. Jahrhunderts, einschließlich aller wichtigen Werke für Klavier zu vier Händen und Orchestertranskriptionen, mit Schwerpunkt auf französischen, russischen und deutschen Komponisten. Die Latsos haben eine Reihe vergessener Werke aus dem Duo-Klavier-Repertoire wiederentdeckt, aufgeführt und aufgenommen. Sie haben alle Schubert-Duette und Duos eingespielt. Sie haben Transkriptionen von amerikanischen Filmkomponisten wie John Williams, Erich Wolfgang Korngold, John Philip Sousa und anderen für zwei Klaviere und vierhändig arrangiert.

## Auszeichnungen
- 2021: Steinway Ensemble Artist, Steinway & Sons[12]
- 2017 und 2022: Gewinner der Beverly Hills National (USA) Auditions.[13]
- 2022: Asia Pacific International Award – Book of Records, Malaysia

## Diskografie
- 2021: Wolfgang A. Mozart: Sonatas for One Piano, Four Hands
- 2021: Franz Schubert – Sämtliche Klavierwerke zu vier Händen
- 2022: George Gershwin – Rhapsody in Blue[14]